# Conure de Pfrimer
Pyrrhura pfrimeri
Espèce
Statut de conservation UICN

 EN A2c+3c+4c;B1ab(ii,iii,v) : En danger
Statut CITES
La Conure de Pfrimer (Pyrrhura pfrimeri) est une espèce d'oiseau appartenant à la famille des Psittacidae.
Son nom est attribué au collectionneur brésilien Rudolphe Pfrimer (1885–1954).